# NHK武芸川寺尾テレビ中継局
NHK武芸川寺尾テレビ中継局（エヌエイチケイむげがわてらおテレビちゅうけいきょく）は、かつて岐阜県関市にあったNHK岐阜放送局のアナログテレビ中継局である。2011年7月24日のアナログ放送終了とともに廃止された。

## 中継局概要
| チャンネル | 放送局名       | 空中線電力          | ERP                  | 放送対象 地域 | 放送区域 内世帯数 | 偏波面   |
| 59ch       | NHK 岐阜総合   | 映像100mW/ 音声25mW | 映像420mW/ 音声105mW | 岐阜県        | 約-世帯           | 水平偏波 |
| 61ch       | NHK 名古屋教育 | 映像100mW/ 音声25mW | 映像420mW/ 音声105mW | 全国          | 約-世帯           | 水平偏波 |

## 所在地
- 関市武芸川町谷口字寺尾

## 放送エリア・その他
- 関市の旧武芸川町寺尾地区をカバーしていた。以前は在名民放局（中京広域圏&岐阜放送）も当地に中継局を置いていたが1994年5月12日をもって廃局となり、以降民放は周辺地域の中継局を受信していた。
- 地上デジタルテレビ放送の中継局は設置されていない。